# Exallopus intermedia
Exallopus intermedia är en ringmaskart som beskrevs av Hilbig och Blake 1991. Exallopus intermedia ingår i släktet Exallopus och familjen Dorvilleidae. Inga underarter finns listade i Catalogue of Life.